# 國際廣播與電視組織

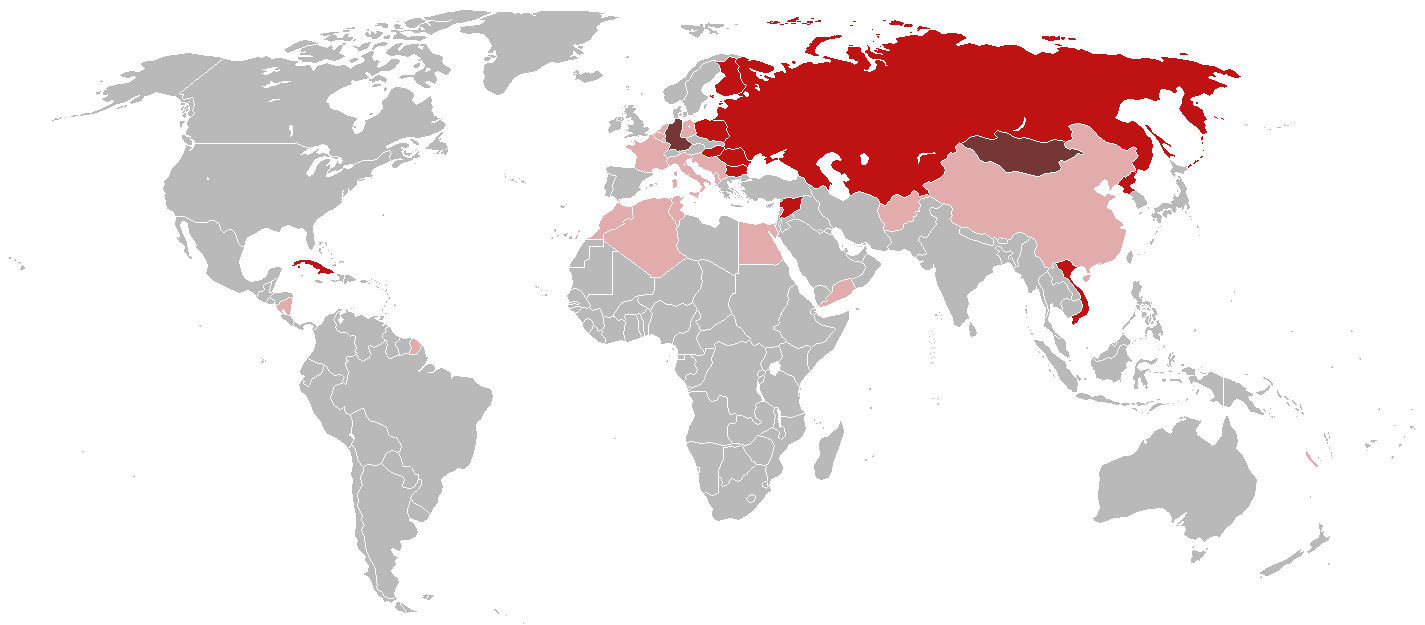
國際廣播與電視組織成員國分布圖
1993年解散时，拥有至少一家成员的国家
曾经拥有成员，但中途退出的国家
拥有关联成员的国家

國際廣播與電視組織，英語全名“The International Radio and Television Organisation”，法語全名“Organisation Internationale de Radiodiffusion et de Télévision”（1960前為 Organisation Internationale de Radiodiffusion (OIR)），常被稱為“Intervision” （俄语：Интервидение）或“OIRT”，是一個已不存在的国际性廣播電視聯盟，成立于1946年6月28日，成員包括保加利亞、捷克斯洛伐克、東德、芬蘭、匈牙利、波蘭、羅馬尼亞和蘇聯等国的电视台和广播电台，中国的北京广播电台（即现在的中国国际广播电台）和北京电视台（即现在的中国中央电视台）也曾加入这一组织，后由于中苏交恶退出。1993年1月1日，被併入歐洲廣播聯盟。